# La Estancia de Palo Dulce
La Estancia de Palo Dulce es una comunidad rural, situada en el Estado de Querétaro, a 32 kilómetros de Santiago de Querétaro en dirección sur. Se localiza en una altura de 2178 metros. La comunidad, en 2010, contaba con 147 personas, siendo 71 hombres y 76 mujeres.

## Historia

### Tenencia de la tierra
Tierras de uso ejidal, ni mujeres ni hombres que no son de origen de la Estancia pueden tener tierras. Toda la tierra es ocupada principalmente para viviendas y muy pocos terrenos (10% aproximadamente) es utilizado para actividades comerciales o para actividades escolares.

### Organizaciones de la sociedad civil
Dentro de la Estancia de Palo Dulce la autoridad máxima es el subdelegado. Si los habitantes desean aclarar cuestiones sobre la tierra los habitantes lo atienden con el comisionado. 
Una organización presente en la comunidad es el Foro de Cooperación Económica Asia-Pacífico (APEC) quienes ayudan a organizar la escuela y mantienen contacto con el Consejo Nacional de Fomento Educativo (CONAFE) para esto.

## Medio físico

### Relieve
La localidad se encuentra rodeada por cerros en los que abundan matorrales y pastizales, generalmente florecidos en épocas de lluvias. 

### Hidrografía
La localidad, se enmarca dentro de la Microcuenca de Buenavista un sistema de drenaje del agua, que va desde las partes más altas hasta el punto (Sierra del Raspiño) hasta la salida de la microcuenca, que es la presa Santa Catarina; está formado por corrientes superficiales de carácter intermitente y efímeras, originados por los escurrimientos en la época de lluvias, siendo el arroyo de Presa de Becerra y Las Adjuntas, los más importantes. Asimismo un estanque cerca de la comunidad que sirve como fuente de agua potable para esta localidad, la cual es transportada por medio de pipas.

### Flora
El Matorral crasicaule: Es la vegetación que más abunda en el área. Se caracteriza por tener la presencia de arbustos y plantas arborescentes de 2-4 m, denso, con cerca del 70% de plantas suculentas de la familia Cactaceae. Presente en la zona surponiente del área de estudio, cerca de las comunidades de Loma del Chino, La Estancia de Palo Alto y La Cañada de La Monja.

## Área natural protegida
De acuerdo a los datos de la Secretaría de Desarrollo Sustentable, la comunidad está asentada en  el Valle de Buenavista, con laderas suaves de pie de monte, con suelos de profundidad moderada y pedregosos, que descansan sobre tobas y conglomerados de cantos rodados. Éste a su vez forma parte de la Sierra del Raspiño, un área natural protegida, que tiene la categoría de categoría de Zona de Preservación Ecológica de Centro de Población y subcategoría de Parque Intraurbano; es también un refugio de especies con categoría de protección y una de las principales extensiones con vegetación natural que quedan dentro del municipio.

## Evolución Geográfica

### Vivienda
La mayoría de los materiales con los que están construidos las casas de esta localidad son: block, tabique, techo de lámina o concreto. Al igual, existen casas construidas con material de madera.
Las casas normalmente se dividen en 3 cuartos y se encuentran entre 8-10 personas por casa, y normalmente las personas que migran  a EE. UU. y tienen la posibilidad de mandar parte de sus ingresos a su familia tienen casas de 2 pisos. La mayoría de las casas cuentan con electricidad, sin embargo, con internet solo en la escuela y 2 viviendas de toda la localidad.
| Viviendas                 | Total |
| ------------------------- | ----- |
| Casas                     | 39    |
| Casas (habitadas)         | 34    |
| Con recubrimiento de piso | 33    |
| Con energía eléctrica     | 33    |
| Con agua entubada         | 0     |
| Con drenaje               | 12    |
| Con servicio sanitario    | 20    |

## Actividad Económica
La principal actividad económica de La Estancia de Palo Dulce se lleva a cabo en los parques industriales aledaños, cerca de la comunidad existe también una empresa del sector minero para la extracción de piedras que se usa luego para asfalto, que da trabajo a la gente de la comunidad.
Además, una parte de la población que vive en la localidad se dedica al campo y otra viaja a la zona conurbada de Querétaro para trabajar en casas como empleados domésticos o en otros labores temporales como lo son la albañilería, la electricidad, plomeria y la jardinería.

## Salud
La localidad si bien tiene derecho a la atención médica por el Seguro Social, no cuenta con servicio médico, lo que significa que en caso de una emergencia deben salir de la localidad para tratarse, usualmente su destino es Santa Rosa Jáuregui.

## Educación
La localidad cuenta con un sistema de educación comunitaria, es decir, es multigrados. 
La escuela de la localidad cuenta con 4 maestros en total.
La localidad cuenta con las siguientes escuelas:
-Preescolar Comunitario La Estancia de Palo Dulce:
Ofrece el servicio del tipo Preescolar Consejo Nacional de Fomento Educativo (CONAFE). Se dan clases a 7 alumnos.
-Curso Comunitario (Primaria) La Estancia de Palo Dulce:
Ofrece el servicio del tipo Primaria Consejo Nacional de Fomento Educativo (CONAFE). Se dan clases a 26 alumnos
-Secundaria Comunitaria, La Estancia de Palo Dulce:
Ofrece el servicio del tipo Secundaria Comunitaria. Se dan clases a 19 alumnos.

## Alimentación
En esta localidad se dedican principalmente a la agricultura. Es por esto que su dieta alimenticia se basa en los alimentos y cultivos que ellos producen. Entre estso se encuentran el trigo, maíz, nopal, frijol, arroz, entre otros. Además, comen carne una vez a la semana. Sin embargo, ésta no la producen ellos. Para conseguirla tienen que viajar a Santa Rosa, la comunidad desarrollada más cercana. Es por esto mismo que solo la consumen una vez por semana.